# Salomon von Haber

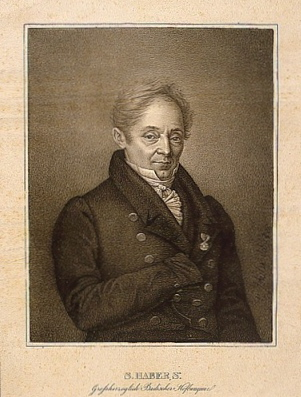
Salomon von Haber

Salomon Isaak Haber, ab 1829 von Haber (geb. 17. Mai 1764, nach anderen Angaben 3. November 1760 in Breslau; gest. 23. Januar 1839 in Karlsruhe) war ein deutscher Hofbankier, der größte Geldgeber des badischen Staats und Kapitalgeber für die mechanische Baumwollspinnerei in Ettlingen.

## Leben
Er stammte aus einer armen jüdischen Familie in Breslau, die aus Habern in Böhmen kommend über Prag nach Breslau siedelte. Haber war seit etwa 1798 mit Friederieke Model (1773–1831), der Tochter eines Hoffaktors, verheiratet. Zunächst war Haber Mitarbeiter seines Schwiegervaters; er gründete aber bald ein selbständiges Wechsel- und Kommissionsgeschäft. 1794 wurde er offiziell badischer Hofagent, dadurch war er Finanzier der Großherzöge von Baden. 1829 wurde Haber von Großherzog Ludwig I. nobilitiert. 
Haber betätigte sich auch als Hauptfinanzier der Zuckerfabrik Waghäusel, der Baumwollspinnerei Ettlingen und der Maschinenfabrik von Keßler. 
Er ließ in Karlsruhe das Palais Schloßplatz Nr. 2 errichten, das später in den Besitz des Markgrafen Friedrich überging und Regierungssitz wurde. Als gläubiger Jude war Haber Mitbegründer des Kultusvereins und Mitglied des jüdischen Oberrats.
Aus der Ehe mit Friederieke (vormals Fradel) Model (1771–1831), Tochter des Salomon Meyer-Model entstammten unter anderem folgende Kinder: Henriette Henriette (1796–1871), ⚭ Jacob Marx (gest. 1830); Moritz von Haber (1798–1872); Jakob von Haber (1800–1833) ⚭ 4. August 1830 Mariane, geb. Hertz aus Frankfurt am Main; Max (vormals Jordan) von Haber (1803–1878) ⚭ Julie Angelika, geb. Beyfus (1818–1897) aus Frankfurt am Main; Ludwig Freiherr von Haber-Linsberg (1804–1892); Emil (vormals Eli) von Haber (1807–1881); Samuel Arthur von Haber (1812–1898). Der vormals aktive Offizier und Militärschriftsteller, nachfolgende Kunstmaler Rudolf Victor von Haber war ein Enkel.
Salomon von Haber wurde in der Familiengruft auf dem jüdischen Friedhof Kriegsstraße in Karlsruhe beigesetzt.
Viele seiner Nachfahren, u. a. Egon von Haber, wurden auf dem Friedhof der Dorotheenstädtischen und Friedrichswerderschen Gemeinden in Berlin bestattet.

## Ehrungen
- 1828: Ritterkreuz des Zähringer Löwen
- 1829: Erhebung in den erblichen Adelsstand